# 涵江黄氏民居
涵江黄氏民居，位于中国福建省莆田市涵江区涵东街道霞徐社区，为辛亥革命莆田负责人黄纪星旧居。前后两座，分别建于明代和清初。前座占地面积约1600平方米，抬梁穿斗结构，中轴线上依次为门厅、前厅、中厅、上厅、福堂，悬山顶。后座占地面积约800平方米，中轴线上依次为照屋、前厅、上厅、福堂，硬山顶。2009年11月16日公布为第七批福建省文物保护单位。